# 丹洲古城
丹洲古城，位于中国广西壮族自治区三江侗族自治县丹洲镇丹洲村，为一个省级文物保护单位，类型为古建筑，为第六批广西壮族自治区文物保护单位，公布时间为2009年5月4日。
丹洲古城的历史年代为明－民国。